# Medinet Madi
Medinet Madi: el seu nom egipci fou Dja i els grecs la van rebatejar Narmouthis ('Ciutat de Renenutet'), és un jaciment arqueològic on hi ha un antic temple egipci anomenat Temple de Renenutet, a uns 30 km al sud-oest d'el Faium. Fou construït per Amenemhat III i està dedicat a diversos déus. Els relleus mostren Amenemhat III amb el seu fill Amenemhat IV presentant ofrenes a la dea serp Renenutet i al déu cocodril Sobek. Els Ptolomeus van ampliar el temple i foren els constructors de les esfinxs i lleons que marquen la línia de la calçada d'accés. Sota els romans, encara es van fer petites ampliacions del temple. Aquest temple fou el principal de la regió de l'Oasi del Faium. La seva posició controlava l'entrada sud-oest de la ciutat de Cocodrilòpolis. Fou ocupada des d'un període molt antic, en la prehistòria, i en la zona s'han identificat dues ciutats prehistòriques diferents.